# Sybra ochraceicollis
Sybra ochraceicollis là một loài bọ cánh cứng trong họ Cerambycidae.